# Diego Ruiz (atleta)
Diego Ruiz (Burgos, Castilla y León, 5 de febrero de 1982) es un atleta español.

## Biografía
Comenzó en el atletismo con la edad de 15 años en el club de atletismo "Campos de Castilla" a las ordenes de "Jose A. Vallejo" con el que cogió gusto por el atletismo sobretodo por distancias de 200-300mv posteriormente pasó a otro entrenador de la escuela del mismo club "Alberto Medina", entrenador que le dirigió para la prueba de 400m y donde en pista cubierta consiguió su primer oro en un Cpto de España, en aire libre un bronce, una marca de 47:47 así como el pase al Cpto de Europa Junior en la prueba de 4x400 que junto con David Melo, Jorge Artal y Jairo Vera consiguieron una merecida medalla de bronce para España.
Posteriormente una grave lesión del tendón rotuliano de la rodilla derecha le dejó sin competir durante un largo periodo de tiempo, momento en el cual se replanteó el seguir compitiendo en el 400 y se pensó el subir de distancia el 800 y 1500, la adaptación no fue fácil ya que técnicamente la forma de correr es algo diferente y tácticamente tenía que aprender a moverse en carrera así como leer las competiciones. Para tal cambio decide desplazarse a Valladolid donde entrenaría durante 4 años con "Eladio Barredo" entrenador entre otros de Isaac Viciosa, Teodoro Cuñado y Oscar Giralda. Por fin sería en el 2004 en el Cpto Promesa de España en Vitoria en la distancia de 800m donde recogería una plata. Al año siguiente 2005 debuta como absoluto en el 800 de pista cubierta (PC) con un 5.º puesto, y donde pone fin a la etapa de Valladolid y se desplaza a Soria para entrenar con "Enrique Pascual" quien recoge todo el trabajo de base del anterior preparador físico, para lograr en la pista cubierta de San Sebastian´06  en el 1500m su primer oro absoluto. Posteriormente será convocado con la selección española para representar a su país en el Cpto Iberoamericano en el 1500 consiguiendo su primer oro internacional. En el 2007 es seleccionado para asistir al Decanation donde sería 2.º detrás del francés Mendhi Baala.
En 2008 gana el 1500 de la copa de Europa de PC por equipos en Moscú, dando el máximo de puntos para España. En el verano con la marca mínima para los juegos olímpicos y la gran competencia de los atletas españoles no consigue la clasificación para los mismos, ya que el seleccionador maniobró para llevar a otro atleta que no demostró ni la regularidad del burgalés ni la realización de la marca mínima en el año en curso,  hecho que supuso para Diego una decepción enorme no por sus capacidades como atleta sino por el sistema federativo. Sin embargo en vez de venirse a bajo decidió fijarse el objetivo del Cpto de Europa de 2009 en Turín donde consiguió su mayor éxito hasta la fecha una medalla de plata solo por detrás de el portugués Rui Silva. Éxito que le supuso colocarse en la élite europea con honores. De nuevo fue seleccionado en el verano para la Copa de selecciones en Leiria, Portugal cosechando una nueva medalla de plata solo detrás de Rui Silva. No obstante de nuevo en el aire libre se volvió a encontrar con la mala suerte y a pesar de tener la segunda mejor marca de los españoles no pudo ser seleccionado para el Cpto del mundo en Japón. 
Ya cansado de estar fuera de casa regresa a Burgos su ciudad natal para ponerse a entrenar con la sigue siendo su pareja "Patricia Landáburu" licenciada en INEF  en la rama de alto rendimiento y entrenadora nacional de atletismo, la decisión fue la de que ella fuera su preparadora o directamente colgaría las zapatillas, consciente de tener 28 años y una larga carrera deportiva sabía que estos iban a ser sus últimos años en la élite, la decisión fue objeto de crítica, ya que la gente no entendía como dejaba de entrenar con un grupo como el de Soria, para irse a entrenar prácticamente sólo en Burgos. Así pues el 2010 empieza con un oro en el Cpto de España, la clasificación para el Cpto del mundo en Doha cosechando un 9.º puesto. En el verano volvería a representar a España en el Cpto de Europa de naciones en Bergen, Noruega con un 9.º puesto.
En el 2011 logra una plata en el Cpto de España que junto con la marca mínima le lleva a el Cpto de Europa en París con un 9.º puesto de finalista que inexplicablemente no supo como había tenido tan malas sensaciones la causa fue descubierta días después donde una analítica reflejaba una infección que hizo que no pudiera recuperar satisfactoriamente de una carrera a otra, (de semifinal a final). Ya recuperado en el verano del 2010 consigue su mejor marca en la distancia con un registro de 3:33:18 (sin las actuales zapatillas de placa de carbono) lo que le supone ser el líder español, europeo y el 19 del mundo solo superado por africanos.
En el 2012 se plantea una temporada arriesgada 100% en el verano desechando la pista cubierta, y las cosas salen bien realizando la marca mínima  y asistiendo a los Juegos de Londres´12 no obstante unas molestias en la rodilla derecha un mes antes de la cita le impiden una planificación óptima, pero la carga de entrenamiento anterior había sido buena ya en Londres todo se olvidó y llegó alto de ánimo, le tocó  una carrera muy complicada de mucha pelea, en la última recta entró tercero pero tal vez esos entrenamientos que no pudo realizar hizo que se hundiera hasta el puesto 7 a una sola centésima de la clasificación para la semifinal.
En los años 2013-2014 son años en los que toda la motivación anterior se estaba perdiendo y unido a un menor rendimiento en lo deportivo en 1500, decide que seguir intentando luchar por otros juegos, los de Rio´16 pero en otra distancia el 5000m, dicha distancia hace que se vea obligado una vez más a cambiar su forma de correr para ser mas eficiente a la nueva disciplina y la adaptación de los entrenamientos no fue buena no obstante en el 2015 logra la clasificación en el 1500 para el europeo de Praga consiguiendo un 10.º puesto.
En  el 2016 ya inmerso en la larga distancia correrá una media maratón en 1:09:19  carrera épica donde los elementos atmosféricos fueron adversos con frío, lluvia, granizo y viento. Ese mismo año una rotura del músculo peroneo hizo que se olvidara definitivamente de Rio, pues su recuperación fue mas lenta de lo esperado.
Finalmente en el 2017 año que decidió colgar las zapatillas de forma definitiva correrá un 10.000 en pista en 30:46 y un 5.000 en 14:16, viendo que no eran los resultados deseados ya con 35 años y 20 años dedicados en cuerpo y alma al atletismo era el momento de dedicarse a otra cosa, momento en el que junto a su entrenadora crean el grupo de entrenamiento de "Burgos-corre" donde Diego se encarga de asesorar a los atletas que vienen a entrenar y Patricia a la elaboración de los planes de entrenamiento juntos intentan hacer lo mas agradable posible el entrenamiento. Con los años se ha diversificado la oferta con la elaboración de planes de entrenamiento on-line, para opositores, entrenamiento en sala personalizado y en el 2021 se ha incluido la actividad de Marcha Nórdica con un éxito enorme dada la acogida que ha tenido.
Como colofón a todo lo corrido durante todos estos años en el 2013 consigue una victoria enormemente satisfactoria delante de todos sus conciudadanos en la "Milla CajaBurgos" donde mas emotivo fue el triunfo ya que el calor del público se hizo sentir de una manera especial por parte de los allí presentes.

## Palmarés

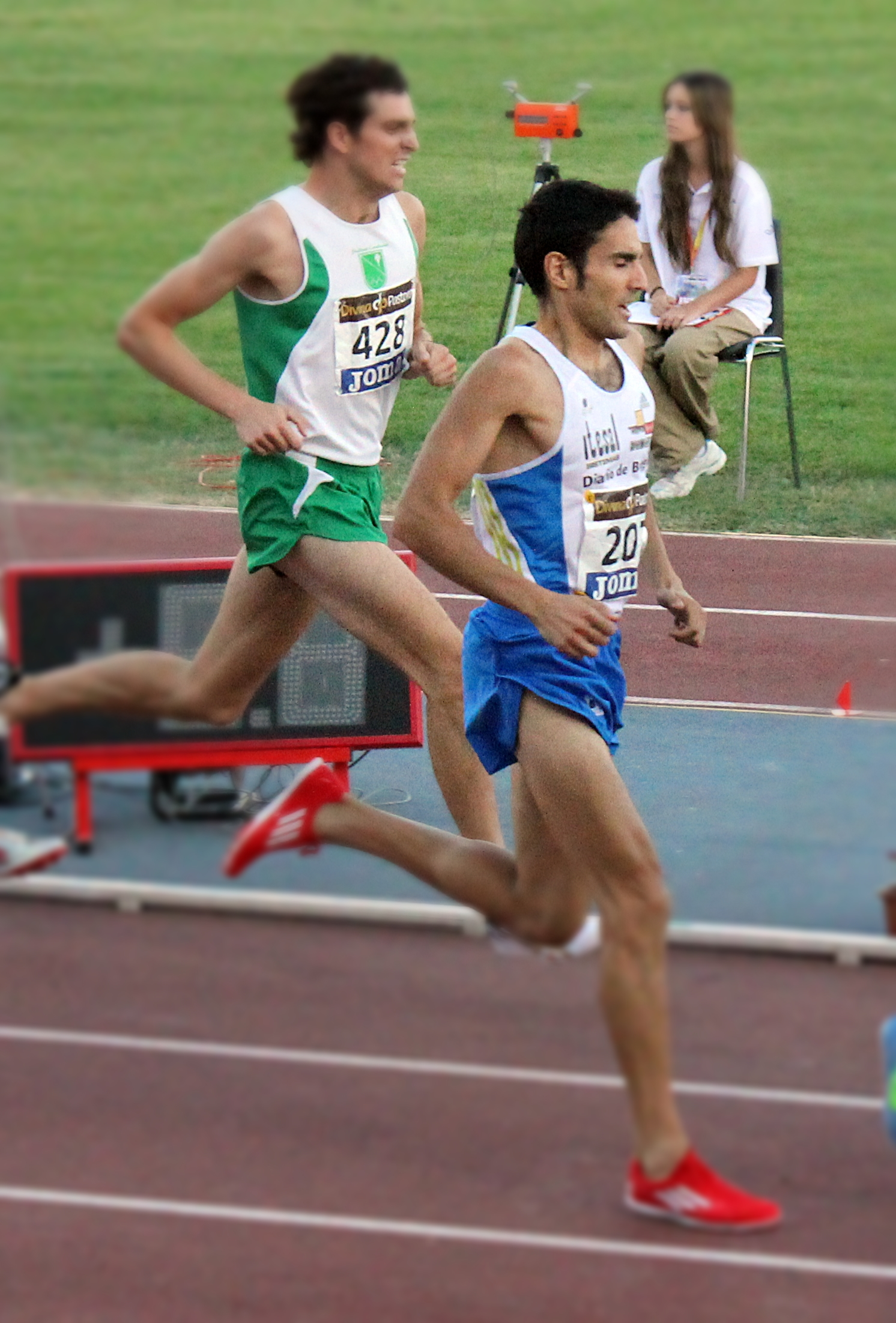

| Año  | Competición                        | Ciudad                 | Clasificación | Disciplina |
| ---- | ---------------------------------- | ---------------------- | ------------- | ---------- |
| 2001 | Campeonato de Europa Junior        | Grossetto, Italia      | 3.º           | 4x400 m    |
| 2006 | Juegos Iberoamericanos             | Ponce, Puerto Rico     | 1.º           | 1500 m     |
| 2006 | Campeonato de España Indoor        | San Sebastián, España  | 1.º           | 1500 m     |
| 2007 | Campeonato de España               | San Sebastián, España  | 3.º           | 1500 m     |
| 2007 | Decanation                         | París, Francia         | 2.º           | 1500 m     |
| 2008 | Campeonato de España Indoor        | Valencia, España       | 3.º           | 1500 m     |
| 2009 | Campeonato de Europa Indoor        | Turín, Italia          | 2.º           | 1500 m     |
| 2009 | Campeonato de Europa Naciones      | Leiría, Portugal       | 2.º           | 1500 m     |
| 2009 | Campeonato de España Indoor        | Sevilla, España        | 2.º           | 1500 m     |
| 2010 | Campeonato del Mundo Indoor        | Doha, Catar            | 9.º           | 1500 m     |
| 2010 | Campeonato de España Indoor        | Valencia, España       | 1.º           | 1500 m     |
| 2010 | Campeonato de Europa Naciones      | Bergen, Noruega        | 9.º           | 1500 m     |
| 2011 | Campeonato de España Indoor        | Valencia, España       | 2.º           | 1500m      |
| 2011 | Campeonato de Europa Indoor        | Paris, Francia         | 9.º           | 1500 m     |
| 2011 | Campeonato de España Universitario | Murcia                 | 1.º           | 1500m      |
| 2011 | Campeonato de España               | Málaga, España         | 2.º           | 1500m      |
| 2011 | Campeonato del Mundo               | Daegu, Corea del sur   | 23.º          | 1500m      |
| 2012 | Juegos Olímpicos                   | Londres, Gran Bretaña  | 7.º Sf        | 1500 m     |
| 2012 | Campeonato de España               | Pamplona, España       | 2.º           | 1500 m     |
| 2013 | Campeonato de España Universitario | Murcia                 | 1.º           | 1500m      |
| 2014 | Campeonato de España Universitario | Murcia                 | 1.º           | 1500m      |
| 2015 | Campeonato de España               | Sabadell, España       | 2.º           | 1500 m     |
| 2015 | Campeonato de Europa Indoor        | Praga, República Checa | 10.º          | 1500 m     |

## Marcas personales
| Carrera       | Tiempo    | Fecha                |
| ------------- | --------- | -------------------- |
| 400 metros    | 47.67 s   | 8 de junio de 2001   |
| 800 metros    | 1:46.40 s | 19 de julio de 2008  |
| 1500 metros   | 3:33.18 s | 22 de julio de 2011  |
| 3000 metros i | 7:52:86 s | 6 de febrero de 2010 |
| 5000 metros   | 14:16:51  |                      |
| 1/2 maraton   | 1:09:16   | 6 de marzo de 2016   |